# Leuvrigny
Leuvrigny település Franciaországban, Marne megyében. Lakosainak száma 302 fő (2022. január 1.). Leuvrigny Mareuil-le-Port, Festigny és Œuilly községekkel határos.

## Népesség
A település népességének változása:
| Lakosok száma | 242  | 276  | 300  | 327  | 339  | 352  | 338  | 310  | 307  | 302  |
|               | 1968 | 1982 | 1990 | 2006 | 2013 | 2015 | 2017 | 2019 | 2020 | 2022 |